# Ибарски Колашин (књига)
Ибарски Колашин - природа и традицијска култура је књига која представља зборник радова истраживача Балканолошког института САНУ о карактеристикама и причама из Ибарског Колашина. Радови су настали сабирањем великог броја научних радова разних аутора као и сабирањем великог броја исказа мештана Ибарског Колашина. Главни уредник овог издања је Др Миљана Стојановић, док су остали аутори Милош Луковић, Биљана Сикимић, Светлана Ћирковић и Смиљана Ђорђевић.
Рад истраживача је започет 2001. године и имао је неколико циклуса. Захваљујући посредништву др Миљане Стојановић, истраживачки тим Балканолошког института САНУ успоставио је сарадњу са Скупштином општине Зубин Поток, којој се придружио и Дом здравља у Зубином Потоку. Тако је организован теренски рад истраживача и то у децембру 2004., мају 2005. и јулу 2006. године.

## Теме
Књига је подељена на више поглавља и свако од њих је уредио други аутор:
- Природа Ибарског Колашина - Миљана Стојановић
- Саобраћајне и привредне везе Ибарског Колашина са суседним областима у прошлости - Милош Луковић
- Свакодневни живот у Ибарском Колашину - Биљана Сикимић[2]
- Издајник или закаснели јунак - причања о Вуку Бранковићу у Ибарском Колашину - Смиљана Ђорђевић
- Ибарски Колашин пре 110 година: белешке у "Цариградском гласнику" - Биљана Сикимић (приредила)[2]

## Саговорници
Велики број инфомрација је сакупљан са терена где су испитивачи у периоду од 2004. до 2006. године обилазили становнике и прикупљали информације. Аудио записи са ових разговора су сачувани и смештени у Балканолошком институту САНУ. 

### Списак саговорника
Саговорници су углавном старији мештани овог краја који су се сећали догађаја од интереса и то:
| - Костадин Андрић (1945) из Чечева - Љубиша Андрић (1930) из Чечева - Миодраг Андрић из Зубиног Потока - Неранџа Андрић (1932) из Придворице - Томислав Андрић из Чечева - Александар Бишевац (1934) из Јабуке - Душанка Бишевац (1930) из Јабуке - Златана Бишевац (1950) Дријена - Мирослав Божовић (1943) из Придворице - Неранџа Божовић из Придворице - Миланка Велимировић (1941) из Угљара - Милован Велимировић (1964) из Угљара - Ружа Велимировић (1941) из Угљара - Будо Вићентијевић из Превлака - Златана Вићентијевић (1927) из Превлака - Милосав Влашковић (1921) из Лучке Ријеке - Мирослав Влашковић (1933) из Лучке Ријеке - Радојко Влашковић (1953) из Лучке Ријеке - Радосав Влашковић (1930) из Лучке Ријеке - Милунка Вукајловић (1931) из Превлака - Вера Вучковић (1923) из Бурлата - Лазар Вучковић (1929) из Бурлата - Павле Вучковић (1921) из Бурлата - Слободан Вучковић (1919) из Бурлата - Слободан Глигоријевић из Чечева - Живко Дурутовић (1921) из Дријена - Разуменка Дурутовић (1924) из Загуља - Милован Ђукић (1936) из Зубиног Потока | - Круна Ђурић (1927) из Црепуље - Радосава Ђурић (1922) из Црепуље - Тихомир Ђурић (1913) из Црепуље - Томислав Ђуровић (1930) из Доњег Јасеновика - Драгуна Јаковљевић (1930) из Брњака - Оливера Јаковљевић (1932) из Брњака - Сталета Јаковљевић (1926) из Брњака - Страхиња Јаковљевић (1932) из Брњака - Хранислав Јовановић (1961) из Витакова - Анђа Касаловић (1946) из Зупча - Благоје Касаловић (1933) из Зупча - Богољуб Касаловић (1928) из Зупча - Виктор Касаловић (1936) из Зупча - Даринка Касаловић (1923) из Зупча - Добринка Касаловић (1930) из Зупча - Драгица Касаловић (1938) из Зупча - Катарина Касаловић (1940) из Зупча - Бранислав Компировић (1924) из Зубиног Потока - Петар Компировић (1934) из Зубиног Потока - Радунка Компировић (1929) из Зубиног Потока - Вукосава Краговић (1939) из Врбе - Душан Краговић (1931) из Шипова - Милосав Марковић (1954) из Буба - Неђељко Марковић (1921) из Буба - Божана Милетић (1932) из Јунака - Миленко Милосављевић (1928) из Козарева - Мирослав Милосављевић (1958) из Козарева | - Бошко Михајловић (1938) из Буба - Стаменка Михајловић(1922) из Буба - Стојка Михајловић (1927) из Буба - Драгица Мутавџић (1950) из Дријена - Јованка Мутавџић (1931) из Дријена - Мирјана Мутавџић (1936) из Дријена - Стојанка Мутевелић (1932) из Дријена - Вилотије Орловић (1937) из Горњег Стрмца - Војислав Орловић (1938) из Горњег Стрмца - Злата Орловић (1933) из Горњег Стрмца - Радмила Орловић (1944) из Горњег Стрмца - Радослав Орловић (1939) из Горњег Стрмца - Јелица Перовић (1946) из Читлука - Десанка Петронијевић (1940) из Зупча - Милета Радић (1963) из Дријена - Сретко Радојевић (1958) из Зупча - Стана Радојевић (1946) из Дријена - Милосав Радуловић (1916) из Вељег Брега - Добра Рашковић (1932) из Дријена - Аксентије Соврлић (1934) из Врбе - Стојана Соврлић (1932) из Врбе - Милутин Спасојевић (1928) из Јагњенице - Добрила Спасојевић (1930) из Јагњенице - Михаило Томовић (1916) из Вељег Брега - Добривоје Трајковић (1972) из Горњег Стрмца - Сретко Трајковић (1931) из Горњег Стрмца - Вукоје Утвић (1942) из Калудре |